# Triệu, Thạch Gia Trang
Triệu (chữ Hán giản thể: 赵县, pinyin: Zhào Xiàn, âm Hán Việt: Triệu huyện) là một huyện thuộc địa cấp thị Thạch Gia Trang, tỉnh Hà Bắc, Cộng hòa Nhân dân Trung Hoa. Huyện này có diện tích 675 ki-lô-mét vuông, dân số 550.000 người. Mã số bưu chính là 051530. Huyện này nằm ở thượng lưu lưu vực Hải Hà, có khí hậu gió mùa đại lục, mùa hè nóng và mưa nhiều, mùa đông lạnh và khô ráo. Nhiệt độ bình quân năm là 12,4℃, bình quân tháng 1 là -4,3℃, tháng 7 là 26℃. Cây lương thực tiểu mạch là chủ yếu. Huyện Triệu nổi tiếng với cầu Triệu Châu xây năm 605.